# Intermaria
Intermaria is een geslacht van weekdieren uit de klasse van de Gastropoda (slakken).

## Soorten
- Intermaria kermanshahensis (Glöer & Pešić, 2009)
- Intermaria zagrosensis (Glöer & Pešić, 2009)